# گئورگ کولنکامف
گئورگ کولنکامف (آلمانی: Georg Kulenkampff؛ ۲۳ ژانویه ۱۸۹۸ – ۴ اکتبر ۱۹۴۸) نوازنده چیره‌دست ویولن اهل آلمان بود. یکی از محبوب‌ترین نوازندگان کنسرت آلمانی در دهه‌های ۱۹۳۰ و ۱۹۴۰ بود. کولنکامف را یکی از بهترین ویولونیست‌های قرن بیستم می‌دانند.